# عمى

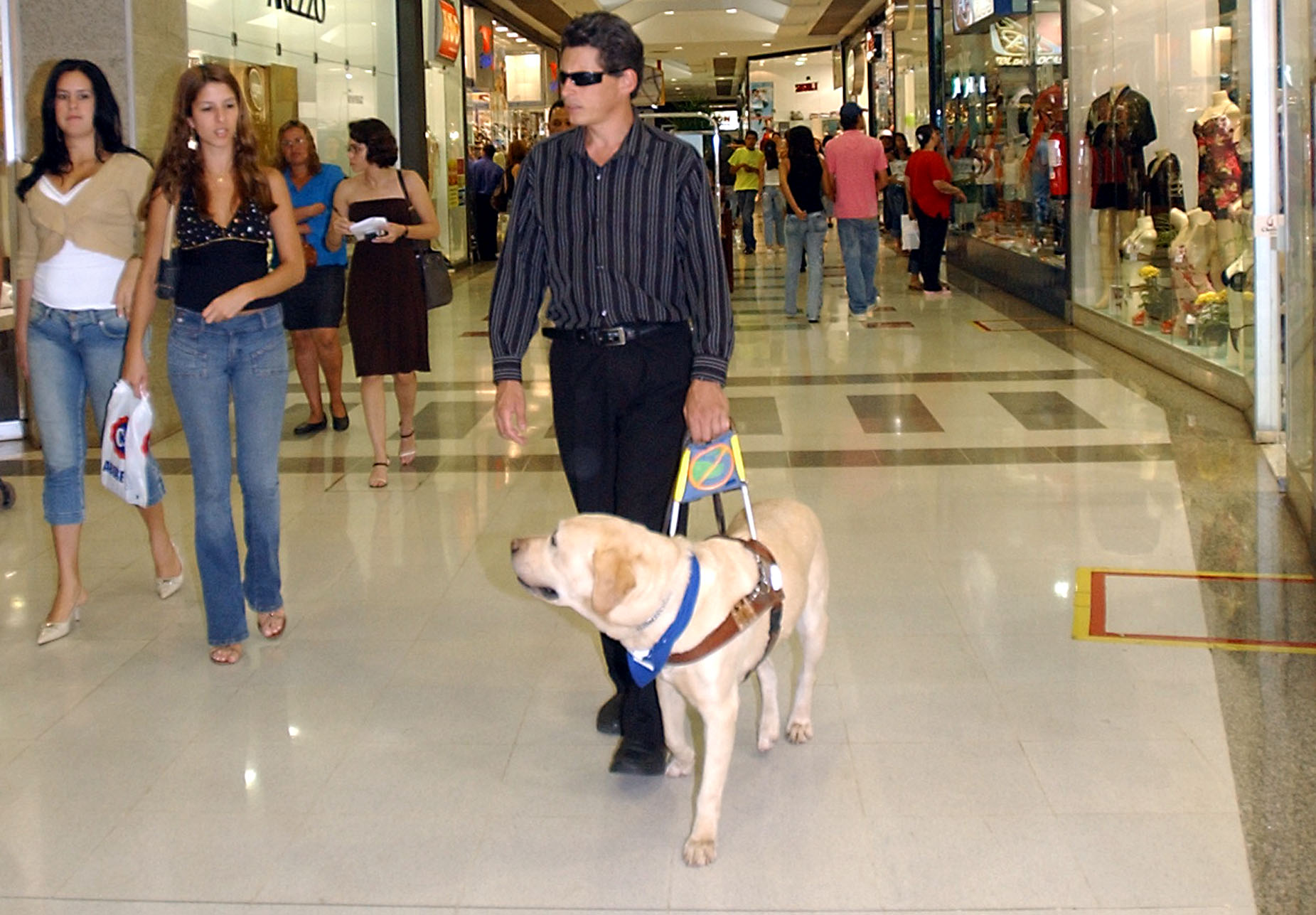
كلب مرافقة المكفوفين يقود صاحبه في مركز تجاري في عاصمة البرازيل

العمى هو حالة من فقد الإدراك البصري تعزى لعوامل فيزيولوجية أو عصبية. تم تطوير عدة مقاييس لوصف مدى فقد الرؤية والعمى.
العمى الكلي هو غياب كامل للإدراك الحسي للضوء المرئي ويتم يعرف طبياً ب NLP، وهو اختصار ل عدم الإدراك الحسي للضوء
ويسمى الذي يعاني من العمى من متحدي الإعاقة كفيفا.
يعتقد بعض الباحثين أن العمى قد يؤثر إيجابا في القدرة السمعية، بحيث تصبح حاسة السمع أكثر دقة في تمييز الأصوات والنغمات الموسيقية، هذا الأمر يتجلى بوضوح عند الحيوانات كفئران التجارب أما عند الإنسان فدراسة اختلاف قوة حاسة السمع نتيجة فقدان البصر قد لا يكون واضحا.

## التعريف القانوني

رمز ذوي النظر المحدود

هو أن الكفيف ذلك الشخص الذي لا تزيد حدة إبصاره عن 200/20 قدم في أحسن العينين وحتى باستعمال النظارة الطبية أو أولئك الأشخاص الذين لديهم ضيق في مدى الرؤية أي أن المجال البصري لا يزيد عن 20، وهناك نسبة ضئيلة من المكفوفين نظاماً لا يرون شيئاً وليس لديهم قدرة على الإبصار حيث أن لدى معظمهم درجات من الإبصار وقدرة على الإبصار.

## أنواع العمى

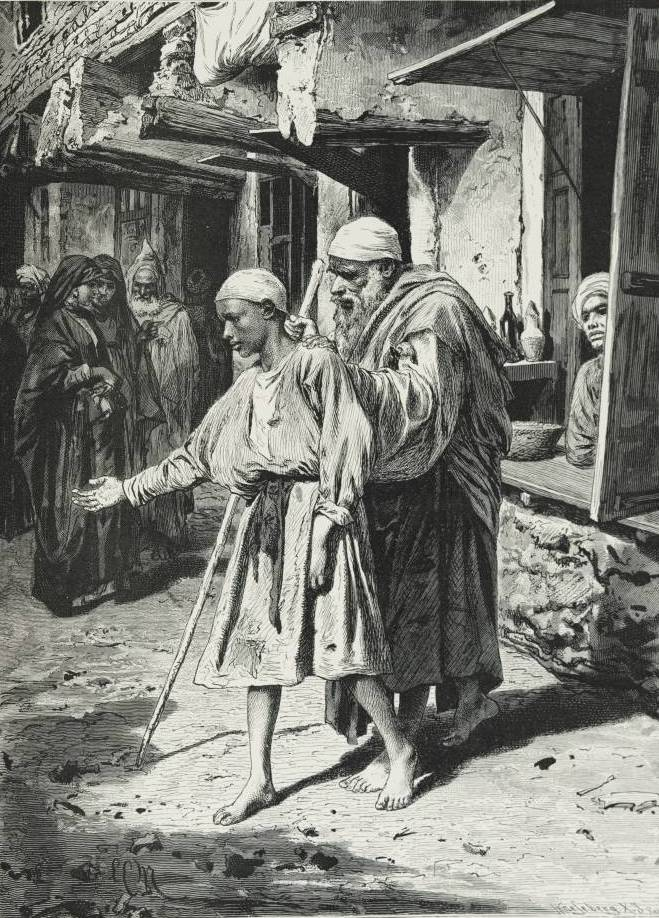
عجوز ضرير 1878م

### الآسباب
وفقا لمنظمة الصحة العالمية كانت التقديرات، للأسباب الأكثر شيوعا للعمى (باستثناء الأخطاء الانكسارية) في جميع أنحاء العالم في عام 2002:
1. اعتام عدسة العين و (47.9٪)،
2. الجلوكوما (12.3٪)،

1. عتامة القرنية ل (5.1٪)،
2. اعتلال الشبكية السكري (4.8٪)،
3. عمى الأطفال (3.9٪)،
4. الرمد الحبيبي (3.6٪)
5. مرض العمى النهري (0.8٪).[5]

### عمى جزئي
وهو ضعف في النظر من عد الأصابع إلى 6/ 24. وضعف العين يكون في هذه الحالة بسبب نقص في تكامل نمو العصب البصري أو المركز البصري للعين. وتكون العين هنا خالية من الأمراض، ومع ذلك لا يوجد علاج لهذه الحالة حاليا

### العمى نتيجة حادث
للعين نفسها أو ضربة على الرأس تؤثر على المركز البصري في الدماغ، أو نتيجة نزيف في شبكة العين بسبب ارتفاع في ضغط الدم أو مرض السكري.

### عمى الألوان
هو عدم القدرة على التمييز بين بعض الالوان أو كلها التي يمكن ان يميزها الاخرون. هو مرض وراثي في غالب الأحيان، لكن يمكن ان تحدث بسبب خلل في العين أو العصب البصري أو الدماغ أو بسبب التعرض لبعض المواد الكيمياوية. قام العالم الكيميائي الإنكليزي جون دالتون بنشر موضوع عن عمى الالوان بعدما اكتشف بأنه يعاني منه، وبسبب أعمال دالتون في هذا المجال فتسمى هذه الحالة بالدالتٌزم " Daltonism" ومع ان هذا الاسم يطلق الآن على حالة واحدة فقط وهي «deuteranopia» - وهي عدم الحساسية للون الأخضر- والحمر

### العمى الليلي أوالعشى الليلي
هو عدم قدرة العين على رؤية الأشياء بسرعة عند الانتقال من مكان مضيء إلى مكان مظلم، حيث من المعروف أن الرؤية في الضوء الخافت أو المظلم هو عنصر هام لمعرفة صحة الإبصار.

### العمى السيكولوجي أو (النفسي)
إن نصف المصابين بالهستيريا أو الأمراض النفسية يشكون بين الفترة والأخرى من فقدان النظر في إحدى أو كلتا العينين كما أن بعض الطلبة يشكون من ضعف نظرهم للتهرب من الدراسة أو العمل أو التجنيد، وعند الفحص الدقيق يمكن معرفة دوافع الشكوى وتحول مثل هذه الحالات إلى طبيب نفساني.